# Perpetua Nkwocha
Perpetua Nkwocha, född 3 januari 1976 i Amankwu Umuhu, Nigeria, är en tränare och fotbollsspelare, bosatt i Skellefteå, Sverige.

## Klubblagskarriär
Perpetua Nkwocha började sin fotbollskarriär i den nigerianska klubben River Angels, innan hon värvades till Sunnanå SK 2007, och representerade sedan denna klubb i Damallsvenskan och Elitettan fram till och med säsongen 2014. Inför säsongen 2015 gick hon till Clemensnäs IF i division 2, för att där bli spelande tränare. Säsongen 2017 gjorde hon comeback som spelare i Sunnanå SK tog en ordinarie plats i laget, som spelade i division 1. 
Hon arbetar även i projektet Fotboll för alla, som Västerbottens fotbollsförbund driver tillsammans med Clemensnäs IF och S:t Örjans församling. Projektet går ut på att dels få tjejer att idrotta högre upp i åldrarna, och dels att hjälpa asylsökande och flyktingar med integrationen i lokalsamhället genom att via fotboll skapa nya kontakter och relationer, få lära sig svenska och träna på att använda svenska språket.

## Landslagskarriär
Perpetua Nkwocha har gjort 101 landskamper för Nigeria, och gjort 84 mål. Hon har sju gånger deltagit i Afrikanska Mästerskapen (2002, 2004, 2006, 2008, 2010, 2012 och 2014), och vunnit vid fem tillfällen (2002, 2004, 2006, 2010 och 2014). 2004 gjorde hon fyra mål i finalsegern mot Kamerun, och blev också vald till turneringens bästa spelare. Hon har deltagit i fyra VM-slutspel (2003, 2007, 2011 och 2015), och tre OS (Sydney 2000, Aten 2004 och Peking 2008), och har röstats fram som Afrikas bästa spelare vid fyra tillfällen (2004, 2005, 2010, 2011).